# À l'école des philosophes
Pour plus de détails, voir Fiche technique et Distribution.
À l'école des philosophes est un film documentaire suisse réalisé par Fernand Melgar, sorti en 2018.
Il s'agit de la scolarisation de cinq jeunes enfants en situation de handicap mental dans une école spécialisée de Suisse romande. Comme pour ses films précédents La forteresse, Vol spécial ou L'abri, le film a été tourné en cinéma direct.
Présenté en première mondiale le 25 janvier 2018 en ouverture des Journées cinématographiques de Soleure en présence du président de la Confédération suisse Alain Berset, il est nommé au Prix de Soleure. Il est primé au 16e Festival du film et forum international sur les droits humains de Genève, sélectionné officiellement au 72e Festival du film de Locarno et reçoit le Grand Prix du public au festival international du film de Gijon.  
Le film a une majorité de critiques positives. Il est le plus grand succès public du cinéma romand et du documentaire suisse en 2018,.  

## Synopsis
Cinq petites filles et petits garçons font leurs premiers pas dans une école spécialisée de Suisse romande. Ils sont tous atteints d'un handicap mental plus ou moins profond. Accompagnés d’une équipe de pédagogues et de thérapeutes persévérants, ils vont devoir apprendre à vivre ensemble. La classe va petit à petit prendre forme sous nos yeux et ce qui paraissait impossible au départ va se réaliser. Les élèves vont progresser envers et contre tout, au plus grand étonnement et bonheur des parents. Avec humour et tendresse, l’aventure d’un petit groupe d’enfants pas comme les autres qui s'ouvre à la vie et au monde.

## Fiche technique
- Titre : À l'école des philosophes
- Titre anglais : At the Philosophers' School
- Réalisation, production, image et son : Fernand Melgar
- Montage : Karine Sudan
- Musique originale : Nicolas Rabaeus
- En coproduction avec : RTS - Unité Documentaire, SSR SRG
- Avec le soutien de : Office fédéral de la culture, fondation culturelle Suissimage, Cineforom
- ISAN : 0000-0004-2B01-0000-P-0000-0000-0
- Distribution suisse : Outside the box[3]
- Distribution internationale : Catndoc[4]
- Pays d'origine :  Suisse
- Langue originale : français
- Format : 4K, 1.78, couleur, Dolby 5.1
- Genre : documentaire
- Durée : 107 minutes
- Sortie en salles
  -  Suisse : 5 septembre 2018

## Protagonistes

### Les familles

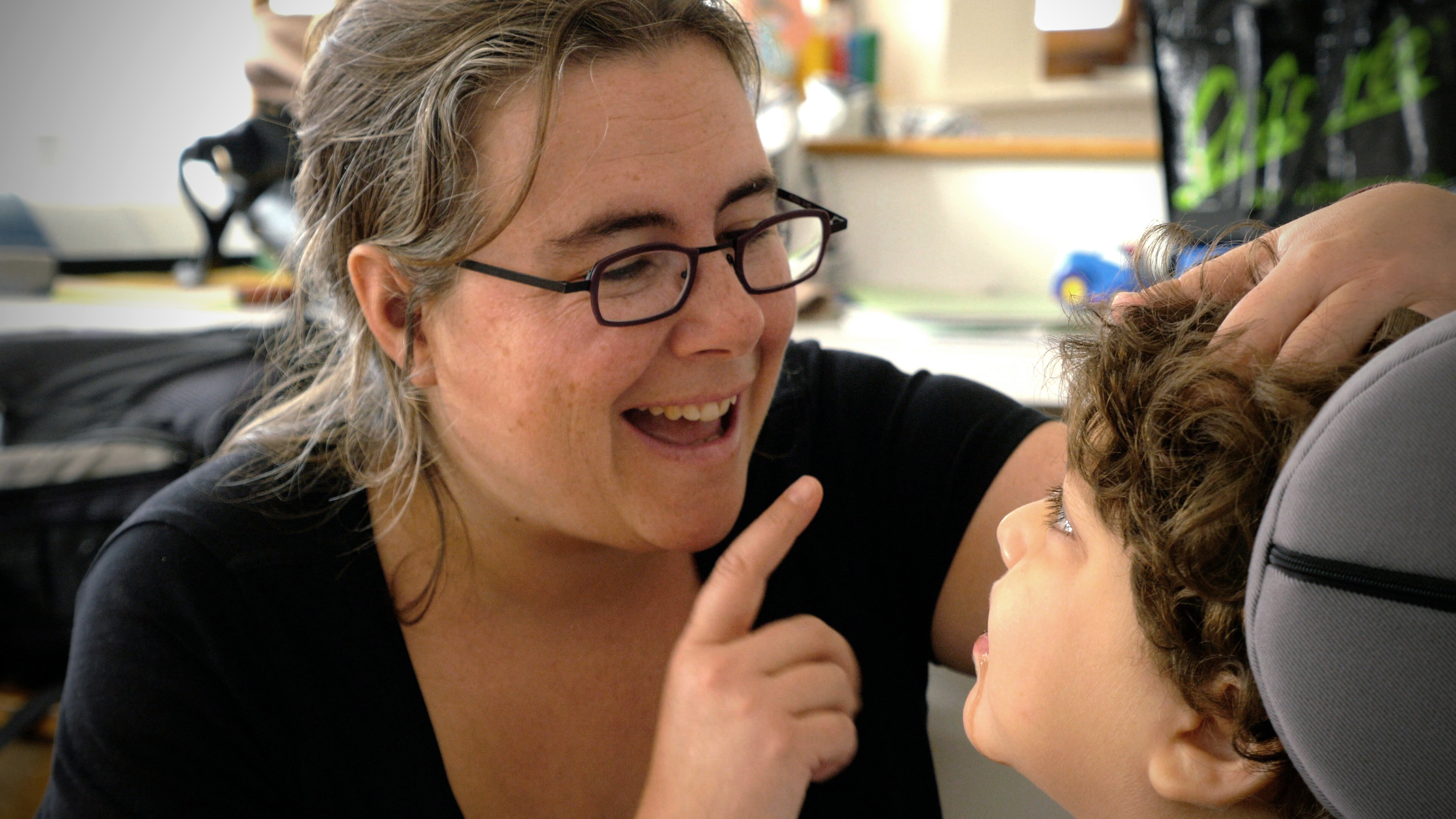
Adeline l'enseignante et Kenza.

Albiana et ses parents Gentiana et Alban Zeciri ; Chloé et ses parents Laurence Desponds et Julien Bellon ; Kenza et ses parents Magali et Abderahim Ibram ; Léon et ses parents Sanela et Vladan Sismanovic ; Louis et ses parents Virginie et Fatmir Ademi Favre ; Ardi et ses parents Mersije et Safet Iliazi.

### Les accompagnants
Le responsable de l'école Jean-Philippe Grisel, les enseignantes Adeline Schopfer et Vanessa Martinez, les assistantes en éducation spécialisée Léa Maurer et Jennifer Braissan, la stagiaire Stefania Mauro, l'ergothérapeute Marie-Noëlle Girard, la psychomotricienne Sandrine Gonin Branche et la psychologue Emilie Werlen.

## Production

### Genèse
À l'origine de son projet, il y a L'arrivée, un court-métrage réalisé par Fernand Melgar sur une jeune trisomique en 2001 pour la Collection Premier Jour. Depuis lors, il souhaitait développer le sujet, aussi parce qu'il vit à Lausanne à côté de l'Elan, un centre d'apprentissage pour personnes en situation de handicap. Avec cette proximité, Fernand Melgar a dû expliquer à ses enfants pourquoi ces gens sont particuliers « Peu connaissent de tels enfants, à peine les croisons-nous car la frontière est étanche : d’un côté les bien-portants, qui composent la norme, et de l’autre les handicapés considérés comme un groupe en soi, un genre, pour ainsi dire une humanité spécifique. La marginalité n’est pas un choix, c’est une conséquence car les notions de norme et de catégorisation règnent en maître. Nous assistons impuissants aux désastres qu’elles causent à ceux nés du mauvais côté du hasard ».

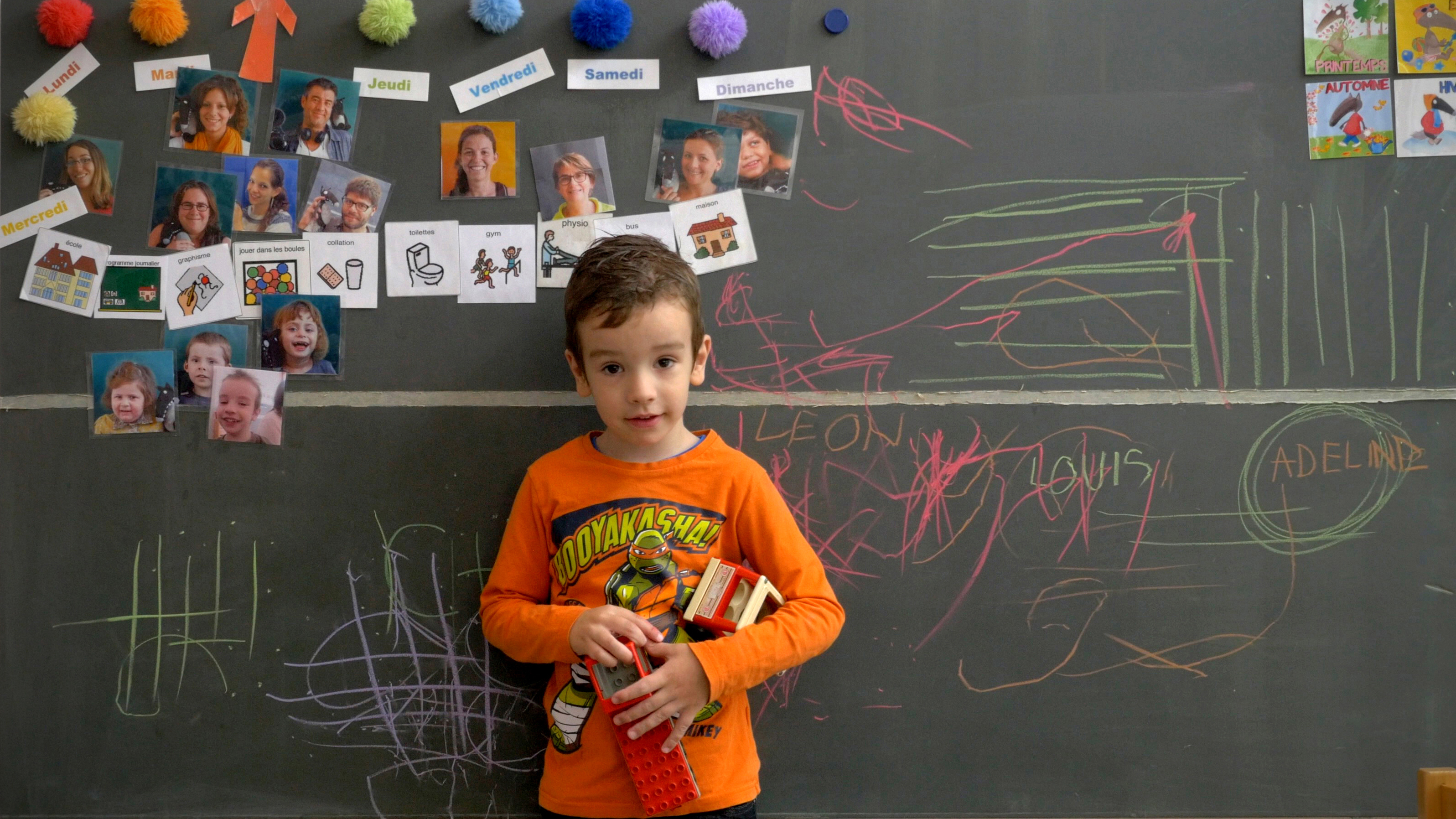
Léon en classe.

L'école spécialisée de la Rue des Philosophes de la Fondation Verdeil à Yverdon-les-Bains représentait une chance unique pour le réalisateur d'accompagner une classe nouvelle. Répétant, selon la Constitution suisse, que « la force de notre communauté se mesure au bien-être du plus faible de ses membres », le réalisateur affirme vouloir « mettre en lumière les marges de notre société, car je pense que ce sont elles qui nous définissent. La différence dérange, mais l'échange avec l’autre est aussi source d’ouverture, de connaissance et d’évolution ». Fernand Melgar veut aussi rendre hommage à l’école : « Au-delà du fait que ces enfants sont en situation de handicap, je veux montrer que la seule manière de construire un monde meilleur, c’est de favoriser l’éducation. Suivre ces enfants qui vont s’autonomiser progressivement, au point de pouvoir, pour certains, intégrer un jour le monde du travail, permet de réaliser combien l’école est importante ».
En 1994, le cinéaste avait déjà réalisé le portrait d'une classe dans Classe d'accueil.

### Contexte

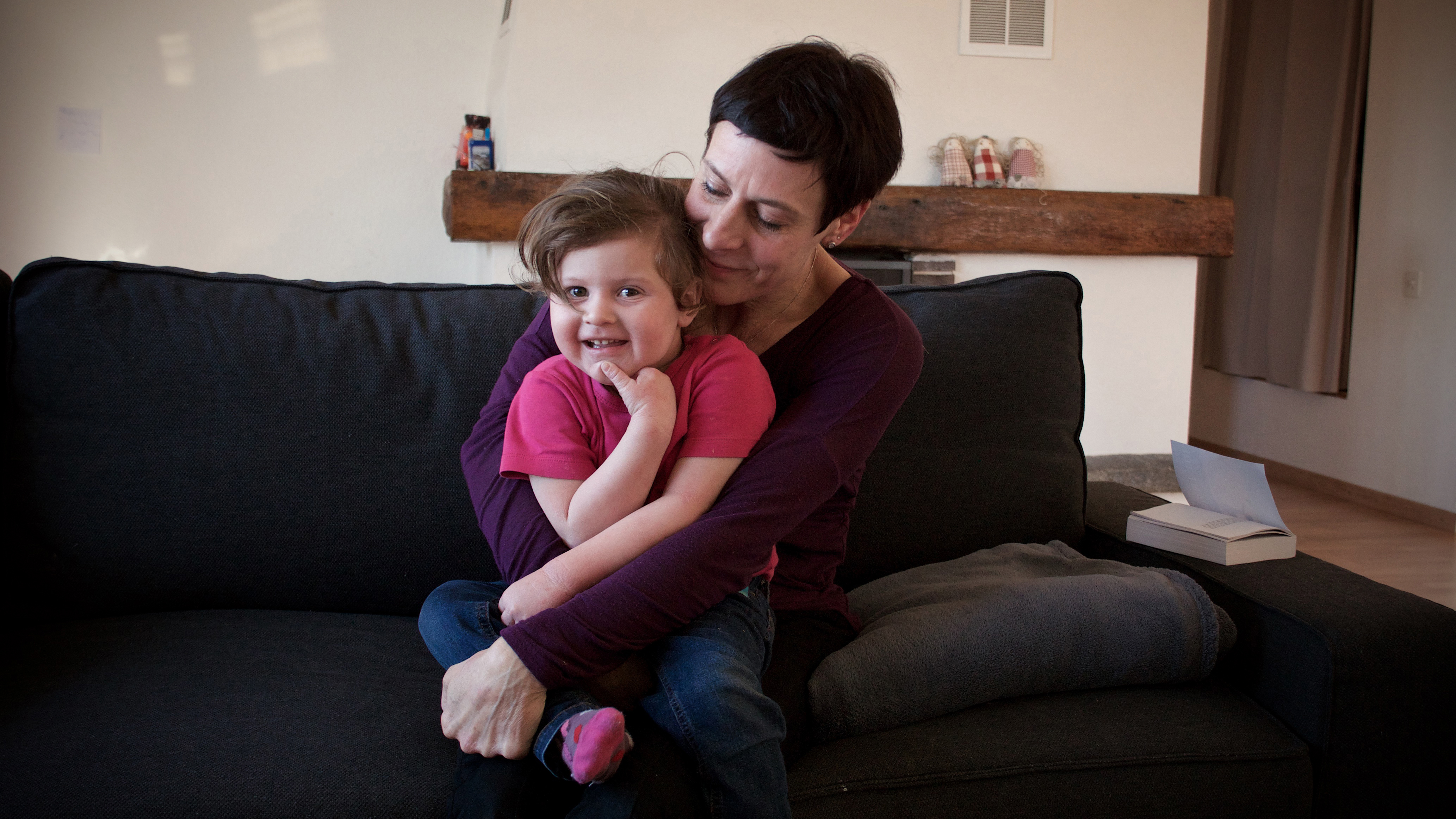
Chloé et sa maman Laurence.

En juin 2015, le peuple suisse s'est déterminé sur la loi qui encadre la procréation médicalement assistée et le diagnostic préimplantatoire (DPI). Une année auparavant, une modification de la Constitution permettant la légalisation du DPI avait été acceptée par 62 % des votants. Mais le projet de loi proposé par le Parlement a été jugé trop libéral par ses adversaires, qui craignent un premier pas vers l’eugénisme. Des opposants issus de tous les partis ont donc lancé un référendum. Si des associations se sont prononcées contre le DPI, tous les parents d’enfants en situation de handicap n’y sont pas opposés. Laurence est la maman de Chloé, l’une des cinq élèves suivis par Fernand Melgar. Âgée de 5 ans, elle souffre de mitochondriopathie. Diagnostiquée à l’âge de un an, Chloé a reçu un pronostic des médecins très sombre. Laurence Bellon, la maman de Chloé, témoigne : « On nous disait qu’elle ne pourrait jamais s’asseoir ni parler. Aujourd’hui, c’est une petite fille affectueuse, sociable et curieuse, qui adore l’école. Il faut que les gens comprennent que ces enfants sont extraordinaires. Chloé m’apporte énormément, parce que j’arrive à voir ce qu’il y a de beau là-dedans. Mais, dans ce type de situations, les parents doivent pouvoir décider de garder ou non un enfant. Il y aura toujours des enfants malades ou handicapés, et il y aura toujours des parents armés pour y faire face et d’autres pas ». Pour Fernand Melgar, également favorable au DPI, ce dernier ne peut être « qu’un choix personnel. Si cette possibilité existe, il faut l’offrir aux parents. Mais on ne pourra jamais leur reprocher d’avoir gardé ou non un enfant. A travers le DPI, nous devons réfléchir à la vie malgré tout ». 

### Tournage

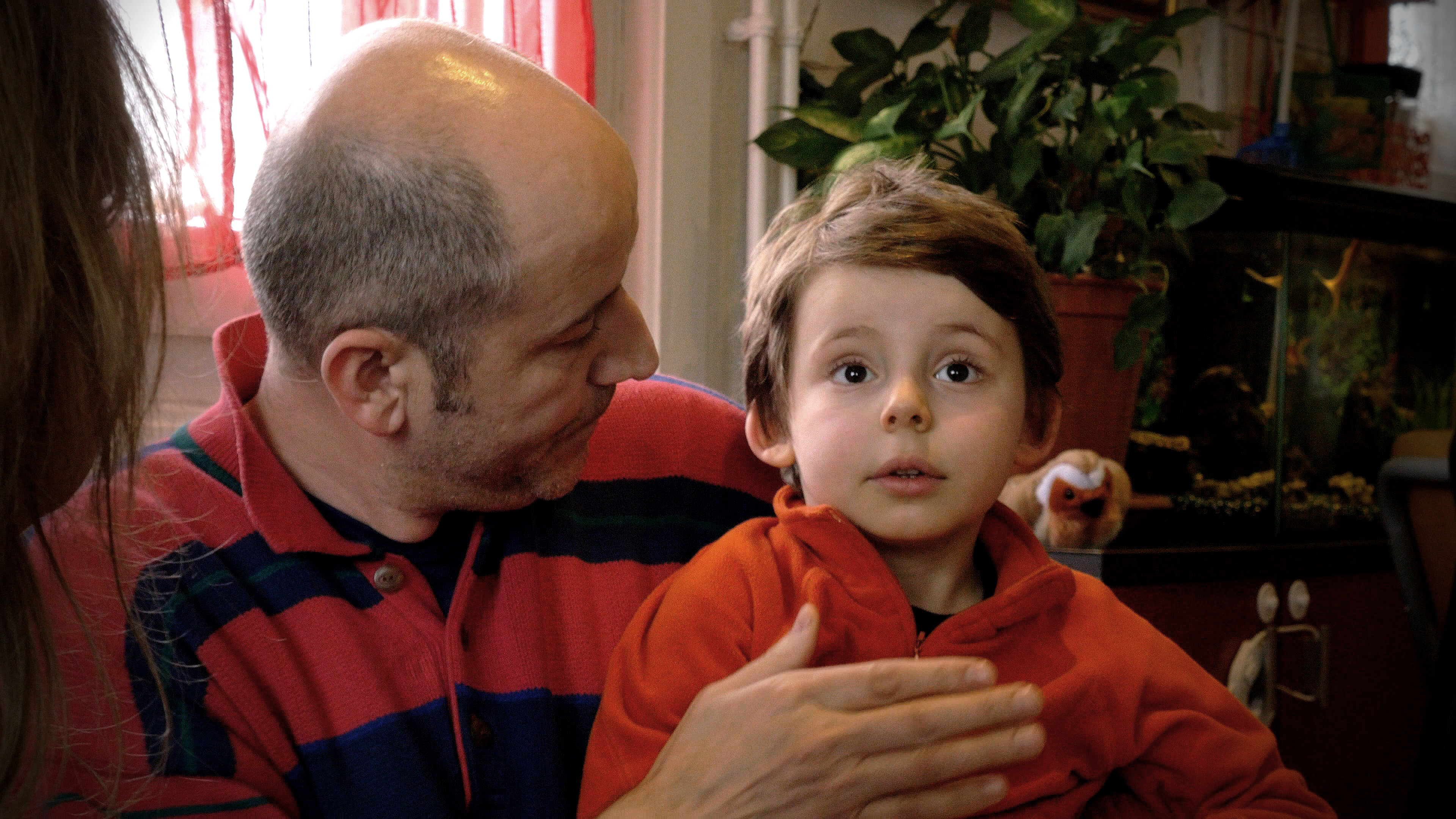
Louis et son papa Fatmir.

Le tournage commence au printemps 2015 à l'école de la Rue des Philosophes à Yverdon-les-Bains, et se termine en novembre 2017. Quelques scènes sont tournées dans la région du Nord vaudois. « C'est mon plus long tournage. J'ai filmé pendant deux ans et demi. Je n'ai jamais eu autant de plaisir à tourner ». Six mois avant le tournage, le cinéaste demande aux parents l'autorisation de filmer leurs enfants en situation de handicap. « Tous ont répondu : enfin quelqu'un s'intéresse à nous. Nous avons l'impression de vivre cachés ». À sa grande surprise, aucun des parents ne s'est opposé au tournage. Pour ces derniers, le début de l'école représente un défi. « C'est le moment où ils doivent accepter que leur enfant n'aura pas un parcours normal », relève Fernand Melgar.

### Bande originale

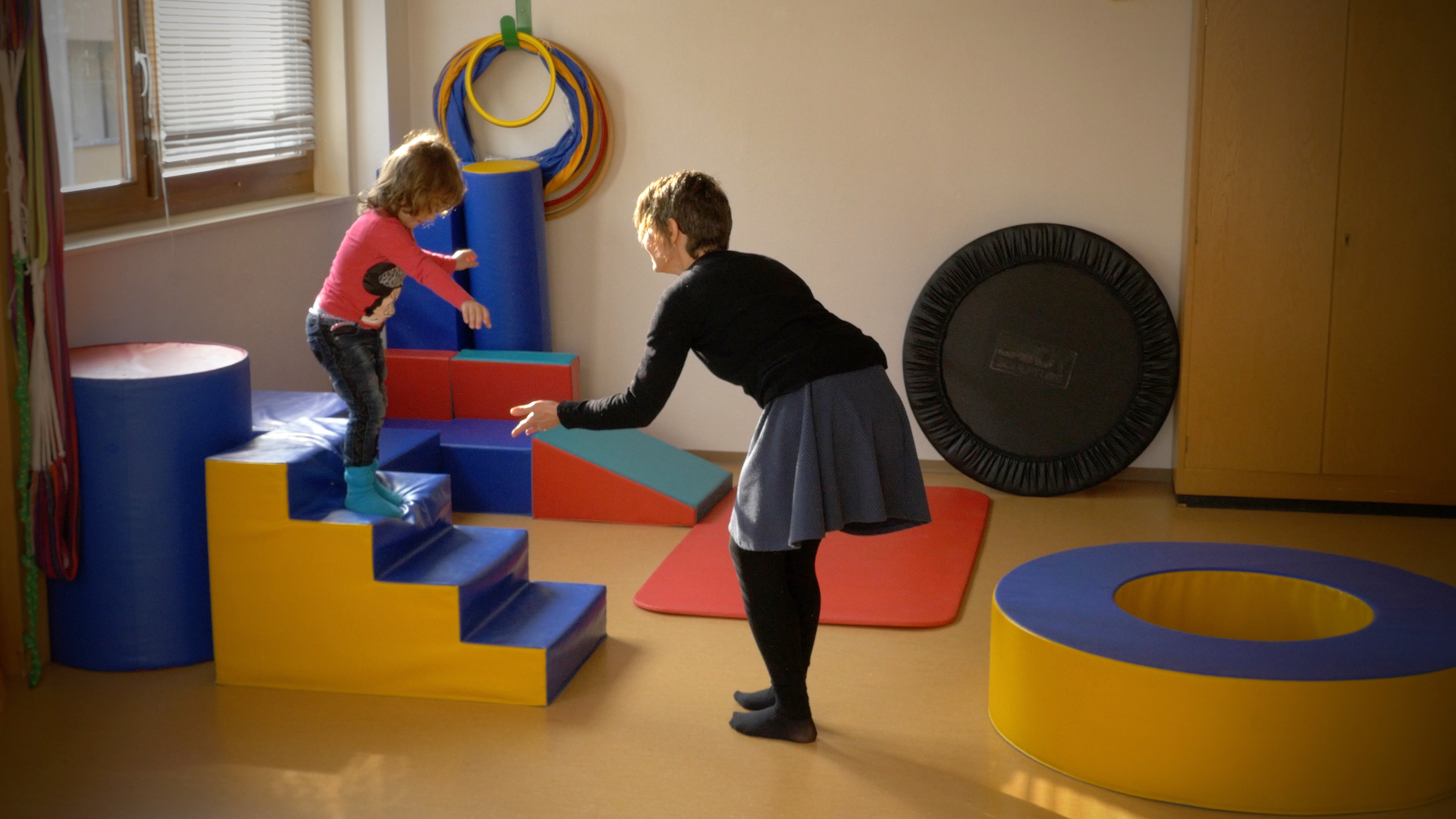
Albiana avec Sandrine à une séance de psychomotricité.

Pour la première fois, Fernand Melgar utilise une musique originale dans un de ses films. Il confie la création à Nicolas Rabaeus, jeune compositeur genevois qui sait manier des styles aussi variés que la composition orchestrale contemporaine, la musique électronique ou encore la chanson populaire. Sa musique a gagné plusieurs prix dans divers festivals, dont le « Prix de la meilleure musique de film » au Kinotavr Festival 2015 de Sotchi pour son travail sur « Le Syndrome de Petrushka ». Il crée une partition pour quintette à vent et confie l'interprétation à l'ensemble ∑igma . L'enregistrement a lieu le 14 décembre 2017 au studio Ernest-Ansermet à Genève.

## Accueil

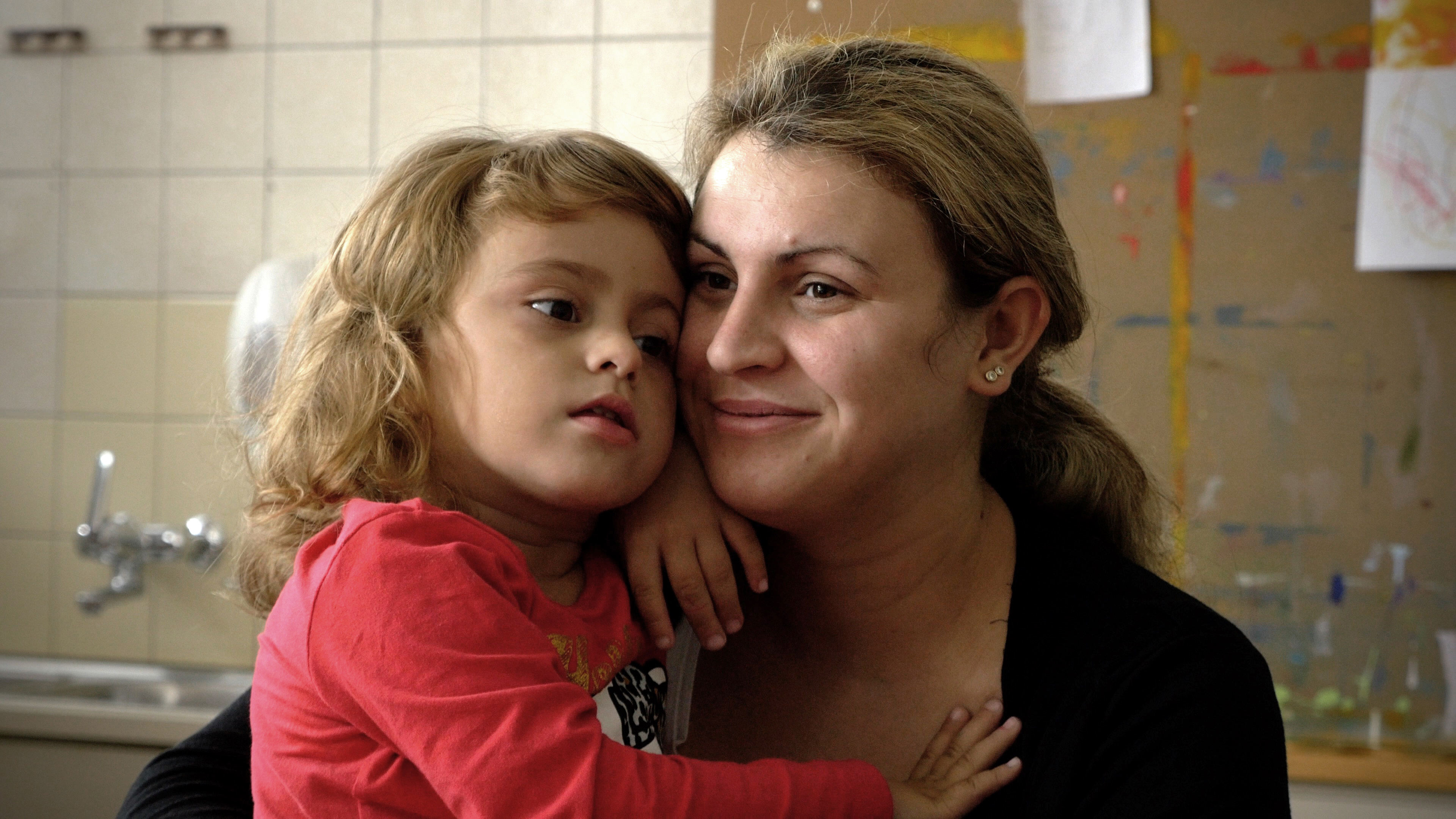
Albiana et sa maman Gentiana.

### Première
Le film fait l'ouverture des 53e Journées de Soleure en présence d'Alain Berset, président de la Confédération et de 900 invités représentant le monde du cinéma, de la culture, de la politique et de l'économie. Dans son discours d'ouverture, il déclare : « Cinq enfants – Albiana, Chloé, Louis, Léon et Kenza – et leurs parents, leurs accompagnants traversent une aventure de la vie quotidienne, ils progressent, ils réalisent beaucoup ensemble : une vie meilleure. Ces images changent notre façon de penser le handicap ». Seraina Rohrer, directrice des Journées de Soleure, rajoute : « Avec son nouveau film, Fernand Melgar se rattache incontestablement à la tradition du cinéma direct dont il est l’un des représentants suisses les plus importants. Il aborde à nouveau un thème profondément humain et ouvre grand les yeux là où d’autres détournent le regard ». Pour Fernand Melgar, c'est une reconnaissance de l'engagement de ces parents : « J'ai une admiration totale pour le courage et la persévérance de ces parents. Ils nous donnent une leçon de vie ». « C’est une fierté, parce qu’il est rare qu’un documentaire romand fasse l’ouverture à Soleure, se réjouit Fernand Melgar. Pour ces enfants et leurs parents, aller au festival, être sur le devant de la scène, cela représente une aventure incroyable ».

### Critiques
Giorgia del Don de Cineuropa note que c'est « un film d'amour avec un grand A […] À l'école des philosophes pose une question fondamentale : à quelle condition la vie vaut-elle vraiment d'être vécue ? Mais surtout : à qui incombe-t-il de le décider, de séparer les valides des invalides, les élus des exclus ? S’il est impossible de répondre à cela, soulever la question est déjà un immense accomplissement. Entre pudeur et envie de s’exprimer, chacun ici trouve le courage de revendiquer sa présence au monde, bouleversant ne serait-ce que 90 minutes un ordre qui semblait immuable, transformant l’anormalité et normalité, la douleur en ressource, le cinéma en parole ». Vincent Maendly du 24heures écrit que c'est « un film bouleversant sur l’enfance handicapée [...] Dépourvu de dimension politique, A l’école des Philosophes reconduit cette composante essentielle de son cinéma : l’amour des gens. Seul avec une petite caméra et un discret dispositif de prise de son, le cinéaste a passé un an et demi dans l’école des Philosophes, à Yverdon, qui accueille des enfants souffrant d’un handicap. » Le critique de cinéma Antoine Duplan du Temps analyse que « Melgar filme l’intime et l’universel […] Le réalisateur de La Forteresse, Vol spécial et l'Abri aura vu là une occasion de compléter son œuvre humaniste déjà riche ». Marcy Goldberg dans Die Wochenzeitung  écrit : « Melgar filme l'intime, mais avec beaucoup de respect, et laisse les scènes parler d'elles-mêmes. Tous ses films mesurent la société par la manière dont elle traite ses plus vulnérables : des personnes différentes des autres et souvent marginalisées. Donc, il nous rappelle constamment que chaque vie mérite la dignité. Et c'est pourquoi chacun de ses films devient une école de philosophie ».

## Distinctions
- Film d'ouverture et nomination au Prix de Soleure aux 53e Journées cinématographiques de Soleure ;
- Premier Prix pour le meilleur documentaire du Jury de la Brenaz au 16e Festival du film et forum international sur les droits humains de Genève[23] ;
- Sélection officielle au 72e Festival du film de Locarno[24] ;
- Grand Prix du public au festival international du film de Gijon[25] ;
- Plus grand succès public du cinéma romand en 2018[26].